# Центр подготовки пехоты (Армия Шри-Ланки)

Эмблема центра

Центр подготовки пехоты армии Шри-Ланки — это учебно-тренировочный центр в составе армии Шри-Ланки, созданный для основной и дополнительной подготовки личного состава (солдат и офицеров) пехотных частей армии страны. Центр был создан 25 августа 1984 года в городе Миннерия на территории гарнизона Миннерия. Его создание было вызвано расширением армии после начала Первой Иламской войны и восстания 1971 года в рамках программы BASI, при этом изначально было несколько направлений подготовки и переподготовки личного состава пехотных частей сухопутных войск Шри-Ланки.

## Курсы
- Курс молодого офицера (оружие)
- Курс управления оружием батальона для офицеров
- Курс управления оружием батальона для других категорий военнослужащих
- Курс тактики для младших и средних офицеров
- Курс тактики для не офицеров
- Курс для миномётного взвода
- Курс перед зачислением в офицеры